# Gmina Donji Kukuruzari
Gmina Donji Kukuruzari (chorw. Općina Donji Kukuruzari) – gmina w Chorwacji, w żupanii sisacko-moslawińskiej. W 2011 roku liczyła  1634 mieszkańców.